# Xylergates
Xylergates (лат.) — род усачей трибы Acanthocinini из подсемейства ламиин.

## Описание
Коренастые жуки с булавовидными бёдрам. От близких групп отличается следующими признаками: переднегрудь с боковыми бугорками, расположенными по центру; переднеспинка с тремя бугорками; надкрылья без центробазального гребня или продольного валика; надкрылья с сетозными гранулами по всей поверхности; длина базального метатарсомера равна длине следующих двух вместе взятых.

## Классификация и распространение
Включает 5 видов. Встречаются, в том числе, в Северной и Южной Америке.
- Xylergates capixaba Giorgi & Corbett, 2005
- Xylergates elaineae Gilmour, 1962
- Xylergates lacteus Bates, 1864
- Xylergates picturatus Lane, 1957
- Xylergates pulcher Lane, 1957